# Tapajós
Pour les articles homonymes, voir Tapajós (homonymie).
Les Tapajós étaient un ancien peuple indigène du bassin amazonien. Aujourd'hui considéré comme éteint, ils habitaient, au XVIIe siècle, autour des cours d'eau Madeira et Tapajós, dans l'actuel État de l'Amazonas, au Brésil.